# Ryan des Hayettes
Ryan des Hayettes (sponsorisé « Hermès Ryan ») est un hongre alezan du stud-book Selle français né en 2005, concourant en saut d'obstacles avec Simon Delestre. Il est médaillé de bronze aux championnats d'Europe de saut d'obstacles en 2015. Le 18 mars 2018, et l'année suivante, il gagne le Grand Prix du Saut Hermès.
Il est officiellement mis à la retraite le 5 juillet 2022, à l'âge de 17 ans.

## Histoire

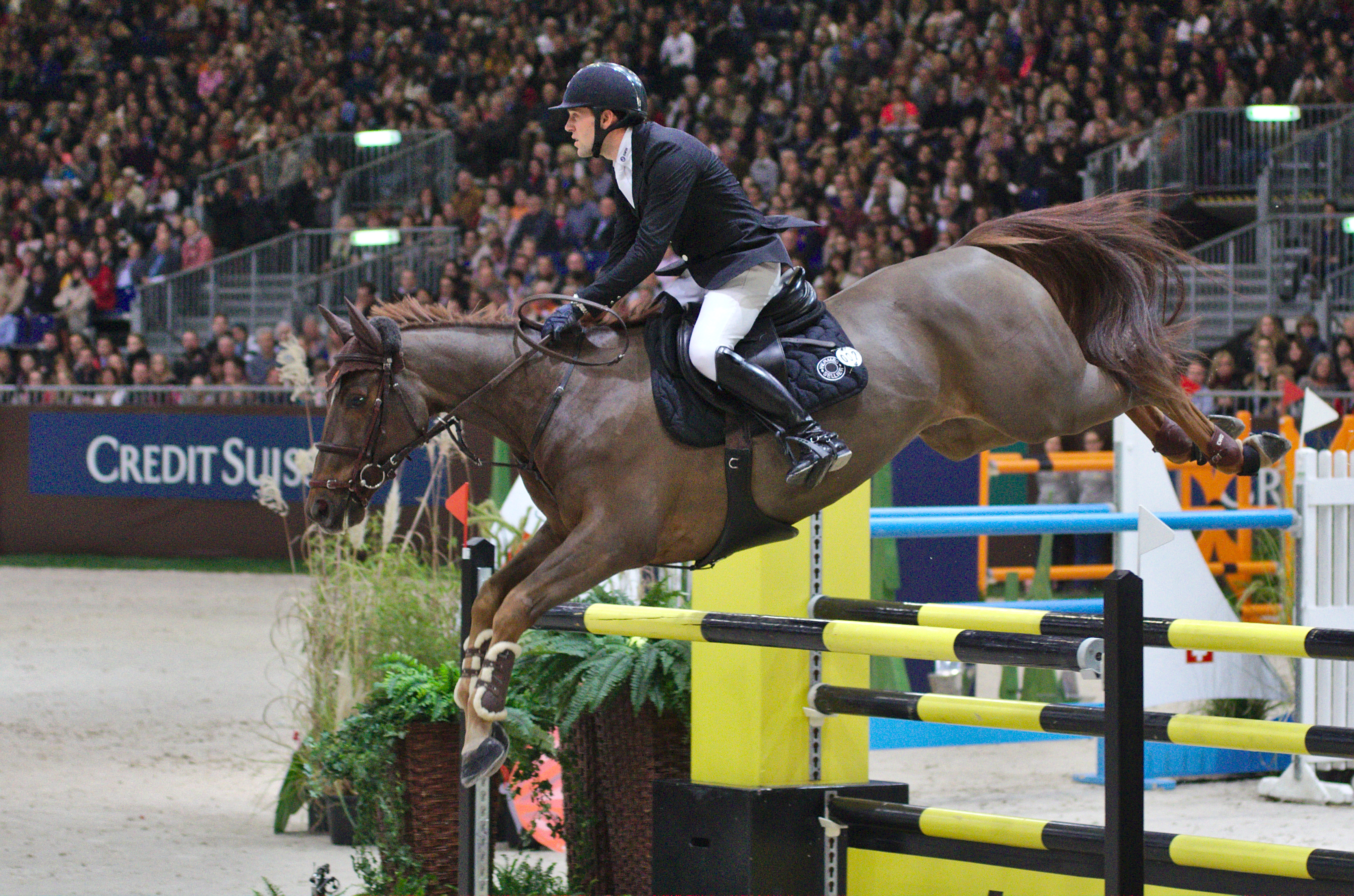
Simon Delestre et Ryan des Hayettes au 54e CHI de Genève, en 2014.

Il naît le 1er juin 2005 au haras des Hayettes à Saint-Maclou dans l'Eure, en Normandie.
Simon Delestre et Philippe Berthol achètent Ryan en 2008 à Éric Lamaze. Delestre le forme jusqu'au plus haut niveau.
En décembre 2015, Ryan des Hayettes est rebaptisé Hermès Ryan, l'affixe de son éleveur étant remplacé par celui de son sponsor, Hermès International. Il fait partie des chevaux favoris de sa discipline aux Jeux olympiques d'été de 2016 à Rio, mais se blesse dans son box durant la nuit du mardi 9 août, rendant sa récupération avant l'épreuve incertaine. En raison d'une micro-fracture détectée à l'examen sur la pointe de son jarret, il est officiellement mis hors-course pour les épreuves de saut d'obstacles à Rio, alors qu'il était l'un des favoris à la médaille d'or en individuel.

### Saison 2017
Pour la saison 2017, Ryan participe à la GCL (Global Champions League) avec son cavalier Simon Delestre. Ils concourent accompagnés par Julien Epaillard, Jérome Guéry, Athina Onassis et Laura Klaphake dans l'équipe ST Tropez Pirates. Il revient après six mois d'absences sur les terrains de concours au jumping international de Bordeaux, où il réalise un double sans-faute et enchaîne plusieurs concours pour atteindre le Grand Prix de Mexico. Il y termine 3e.
Quelques mois plus tard, « Ryan est revenu a 100 % » comme le confie Simon Delestre dans ses interviews[réf. nécessaire]. Il participe au CSIW de Vérone en échouant près du but avec une faute sur l'avant dernière obstacle, ayant signé encore le barrage le plus rapide. Il participe ensuite au Grand Prix d'Equita'Lyon. Après un premier tour difficile dont il parvient à sortir sans faute, il effectue un barrage imbattable. Ryan des Hayettes signe là l'une des meilleures performances de sa carrière[réf. nécessaire].

### Saison 2018
Il participe à la GCL avec son cavalier Simon Delestre. Ils concourent accompagnés par Julien Epaillard, Jérome Guéry, Romain Duguet et Jeanne Sadran dans l'équipe Monaco Aces. Le 18 mars 2018, Ryan gagne le GP du Saut Hermès. Il remporte ici le concours de son sponsor. Il provoque beaucoup d'émotion chez le public français en étant le premier cheval associé à un français à remporter ce Grand Prix prestigieux.
Il n'est pas envoyé aux Jeux équestres mondiaux de 2018 à Tryon, en raison de précédents problèmes souvent survenus lors des longs transports en avion.

### Saison 2019

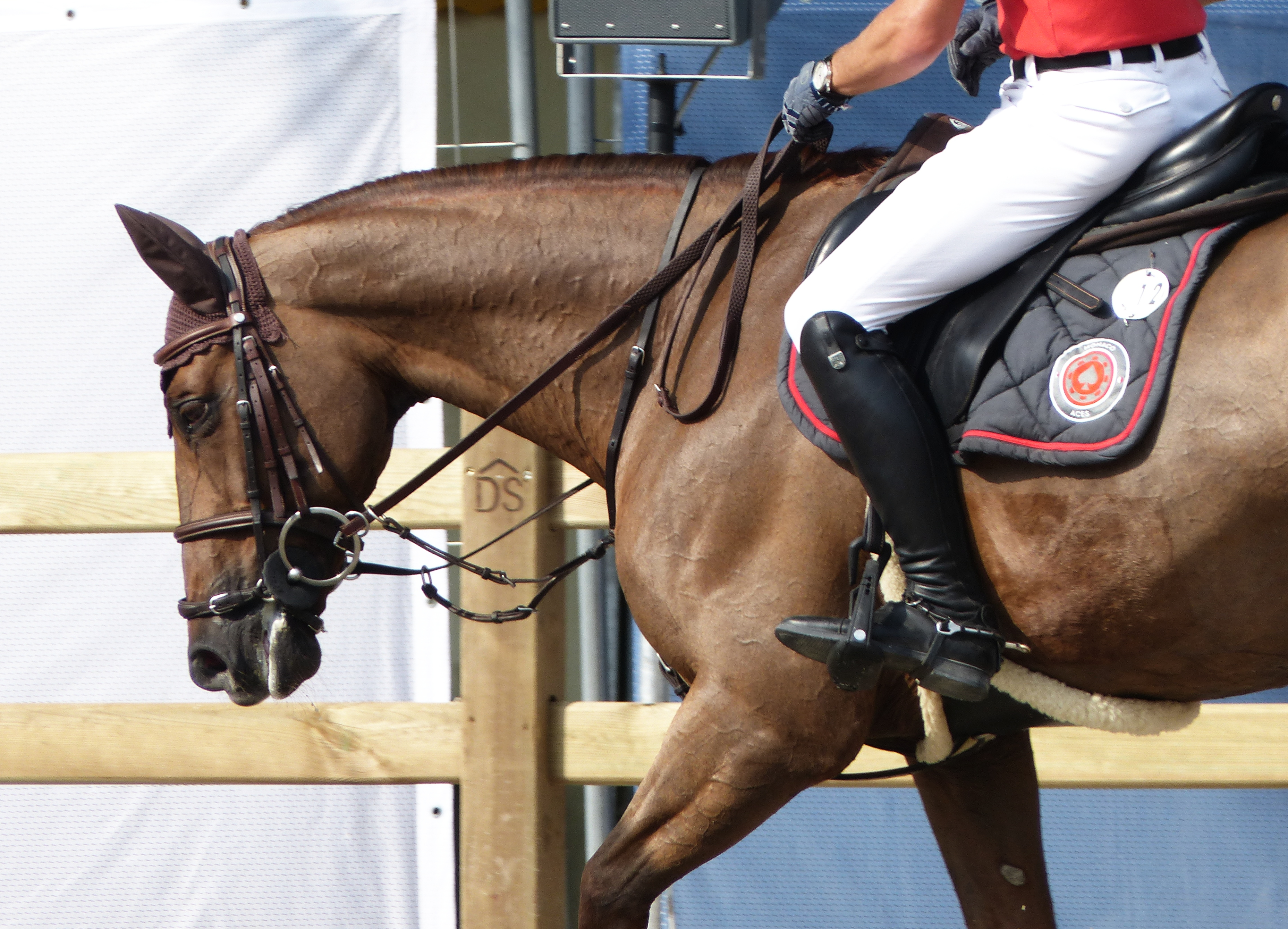
Hermès Ryan au Paris Eiffel Jumping 2018.

Ryan commence sa saison 2019 par une victoire dans le Grand Prix dominical du CSI 5* d’Amsterdam. Pour son 3e grand prix de l’année, il réalise un doublé historique en remportant le Grand Prix Hermès au Grand Palais, une seconde fois. Quelques semaines plus tard, il confirme en se classant 2e du Rolex Grand Prix de Windsor, puis 3e du Grand Prix LGCT de St Tropez en septembre !
Pour clore au mieux cette saison qui est la 2e meilleure de sa carrière, il remporte avec brio le Grand Prix 5* de Paris.
Après ceci, il totalise plus de 2 150 000 euros de gains dans sa carrière.

### Retraite et hommage
Il est officiellement mis à la retraite le 5 juillet 2022, à l'âge de 17 ans. Un hommage lui est rendu après le saut Hermès de mars 2023, à l'issue d'un tour d'honneur,.

## Description
Ryan des Hayettes est un hongre alezan de petite taille pour sa discipline, puisqu'il ne toise que 1,60 m. Vif et respectueux, il est aussi proche de l'homme.

## Palmarès
Le palmarès de Ryan est le suivant :

### 2012
- Champion des 7 ans à Fontainebleau.

### 2014
- 3e du CSI 3* de Neufchâtel-Hardelot.
- 7e du CSI 5* d'Anvers.
- 12e du CSI 5* de Doha.
- Vainqueur du Petit Grand Prix CSI 5* d'Equita'Lyon

### 2015
Il est 14e du classement mondial des chevaux d'obstacle de la WBFSH, établi en octobre 2015.
- 3e du Grand Prix CSI 5* de Hong Kong.
- Vainqueur du Grand Prix CSI 5* d'Anvers.
- 3e du Grand Prix d'Aix-la-Chapelle.
- Médaille de bronze aux championnats d'Europe à Aix-la-Chapelle.
- Vainqueur du CSI 5* de Vérone.
- 2e de l'épreuve 1,50 m d'entrée à Vérone
- 2e dans le Grand Prix du Longines Paris Masters.
- 2e dans la finale du Top ten Rolex IJRC.

### 2016
- 2e du GCT 5* de Anvers
- 6e du CSIO 5* de Rome
- 3e de Nations Cup de La Baule
- 2e de Nations Cup de Rome
- 2e du GCT 5* de Paris

### 2017
- 3e du FFE GENERALI FRENCH TOUR (1,50 m) au Saut Hermès
- 3e de la 2de manche de la GCL de Mexico (1,60 m)
- 6e du GCT 5* de Miami (1,60 m)
- 2e de la First Competition GCL of Madrid (1,55 m)
- 2e du Prix Premiumares au Longines A.O.H.S (1.50–55 m)
- 2e du LGCT de Cannes (1,60 m)
- 5e du LGCT de Paris (1,60 m)
- 3ede la 2de GCL de Paris (1.55–60 m)
- Vainqueur de GCL de Paris (1,60 m)
- 2e de 2de GCL de Berlin (1,60 m)
- 5e du LGCT de Berlin (1,60 m)
- 2e du GP des Brussels Stephex Masters (1,60 m)
- 6e du GP du CSIW de Vérone (1,60 m)
- Vainqueur du CSI-W 5* de Lyon (1,60 m)
- 2e du Longines Masters de Paris (1,60 m)

### 2018
- 3e du prix Hermes Sellier au Saut Hermes (1,50 m)
- Vainqueur du GP du Saut Hermes (1,60 m)
- 3e de la 1st GCL Compétition au LGCT de Saint-Tropez (1.50-1,55 m)
- 3e du Grand Prix du LGCT de Cannes (1,60 m)
- 2d de la 2nd GCL Compétition au LGCT de Londres (1.50-1,55 m)
- 3e du prix UNIVERSIDAD ALFONSO X EL SABIO TROPHY à Madrid (1,55 m)
- 3e du prix Trophée de Genève au Chio 5* de Genève (1.55-1,60 m)

### 2019
- Vainqueur du Grand Prix of Amsterdam (1,60 m)
- Vainqueur du Grand Prix du Saut Hermès (doublé) (1,60 m)
- 2e du Rolex Grand Prix 5* de Windsor (1,60 m)
- 3e de la 2de qualificative Global Champions League à Londres GCT(1,55 m)
- 3e du Grand Prix 5* LGCT de St Tropez (1.60 m)
- 3e de l’épreuve (1,55 m) du CSI-W 5* de Madrid
- Victoire dans le GP 5* des Longines Masters de Paris (1.60 m)

### 2020
- 2e du Grand Prix 5* de St Tropez Grimaud